# Council on Biblical Manhood and Womanhood
De Council on Biblical Manhood and Womanhood is een evangelicale Amerikaanse organisatie die de verschillen tussen mannen en vrouwen wil benadrukken, en zich daarbij beroept op de Bijbel. Achter de oprichting van de organisatie zat de theoloog Wayne Grudem, die zich zorgen maakte over de gedachte 'dat het onderscheid tussen man en vrouw had afgedaan'. Ze legden hun visie vast in het 'Danvers Statement' (1988), dat als een voorloper beschouwd kan worden van de Nashvilleverklaring. Zij wilden hiermee bezwaar maken tegen de invloed van de opkomende feministische theologie in de kerk. Vanuit feministische hoek werd afwijzend op de publicatie van deze verklaring gereageerd.
De organisatie gaf ook tweemaal per jaar een blad uit, waarin Jeffrey T. Riddle, baptistisch predikant in Charlottesville, Virginia in 2006 de stelling verdedigde 'dat het vermogen tot profeteren zowel aan vrouwen als aan mannen geschonken kan worden, maar dat dat niet op zichzelf met een positie van kerkelijk leiderschap verbonden is'. Harald O. J. Brown. emeritaat hoogleraar aan Trinity Evangelical Divinity School in Deerfield (Illinois) leverde in het blad kritiek op de vooronderstelling 'dat de mens het willekeurige product is van een godloze evolutie' en het feit dat het biologische begrip 'geslacht' in de huidige maatschappij steeds meer wordt ingeruild voor het begrip 'gender'.

## Nashvilleverklaring
In 2017 nam de organisatie het initiatief tot het opstellen van de Nashvilleverklaring. Tot de eerste ondertekenaars behoorden Russell Moore, Albert Mohler, president van het baptistenseminarie in Louisville, dr. R. C. Sproul van Ligonier Ministries, dr. James Dobson en theologen als dr. James Packer en John Piper. Zij wilden met hun verklaring benadrukken dat homohuwelijk en acceptatie van transseksuelen 'geen moreel neutrale zaken' zijn. Dobson zei in een toelichting 'dat in Amerika het gezin zodanig in het nauw dreigt te komen dat de verdediging daarvan minstens zo belangrijk is als de oorlog tegen het terrorisme'.